# نیکو کنیستاک
نیکو کنیستاک (انگلیسی: Nico Knystock؛ زادهٔ ۱۹ اکتبر ۱۹۹۵) بازیکن فوتبال اهل آلمان است.